# Z-39号驱逐舰
Z-39号（德語：Z 39）是纳粹德国海军于1940年代初建造的七艘1936A（动员）型驱逐舰之一。它自1940年8月15日开始在基尔的日耳曼尼亚船厂铺设龙骨，1941年12月2日下水，至1943年8月21日交付使用。该舰的防空武器在二战期间得到了大幅增强。Z-39号的整个德国役期都在跟随第4驱逐区舰队执行护航、巡逻、布雷和炮击地面部队任务。它在波罗的海布下了大量水雷（集中在一个广泛的区域），并多次炮击苏联军队。在战争的最后几个月里，该舰还协助护送从东欧撤离德国士兵和平民的轮船前往丹麦。Z-39号在战争中曾两度受损，一次是在帕尔迪斯基附近被苏联飞机击伤，另一次是在基尔遭英国飞机损坏。
战争结束后，这艘驱逐舰由美国海军接管，并重编为DD-939号。美国人对其设备进行了实验性测试，尤其是它的高压蒸汽推进装置。当美国海军认为该舰过时后，又将其移交予法国海军，在那里它被拆成零件，更名为Q-128号，并被改造成一艘供扫雷舰的浮筒船，直至1964年拆解报废。

## 背景

### 战间期
第一次世界大战结束后，德国签署《凡尔赛条约》，对其所能拥有的军舰尺寸和排水量都进行了严格的限制。但在两次世界大战之间的战间期，几乎所有类别的盟军舰艇及其武器装备的平均尺寸都有大幅增加。由于条约的限制，德国认为自己的军舰无法与盟军海军抗衡，便开始无视条约。他们起初是暗中执行，后来在纳粹德国的元首希特勒于1935年3月发表讲话谴责条约后，便公开抵制。当时所有德国舰艇的排水量都被刻意标低，以使其官方尺寸符合条约规定。原本这些改动的目的是能够匹敌或超越法国和波兰的驱逐舰，但后来这些驱逐舰被要求必须与英国驱逐舰相抗衡，成为一个更难实现的目标。
由于德国造船厂的数量相对于英国和法国较少，当局便采取了过度武装驱逐舰的政策来弥补数量的不足，这使得它们的武器装备与法国和波兰的轻巡洋舰类似。此举也导致了一些负面的后果，例如速度变慢、负载过重。尽管德国重型驱逐舰在武器装备上与英国轻巡洋舰不相上下，但它们的适航性要差得多，火炮的操纵和使用设施性能差距也很大。

### Z计划
“Z计划”是一项始于1939年的纳粹德国海军重整军备计划，要求建造10艘战列舰、4艘航空母舰、12艘战列巡洋舰、3艘装甲舰、5艘重巡洋舰、44艘轻巡洋舰、68艘驱逐舰和249艘U艇。这些舰艇将列装入两支战斗舰队：一支是“本土舰队”，用来牵制英国在北海的战争舰队；另一支是“扫荡舰队”，用来打击英国的护航船队。希特勒向德国海军元帅埃里希·雷德尔保证，战争至少要到1945年才会爆发。雷德尔希望把完成Z计划的最后期限延长至1948年，但希特勒坚持只能到1945年，尽管后者私下里想在1942年就与英法联盟开战。第二次世界大战于1939年爆发，这意味着当时德国的重型舰艇中只有极少数能够完工。德国的主要海上对手是英国和法国。与德国参战时的舰艇数量（括号内）相比，他们拥有：22艘战列舰（2艘）、7艘航空母舰（无）、22艘重巡洋舰（4艘）、61艘轻巡洋舰（6艘）、255艘驱逐舰（34艘）以及135艘潜艇（57艘，其中仅不到一半能实际在大西洋或北海作战）。由于敌人拥有显著的优势，雷德尔指出德国海军不可能获胜，因此他们唯一的出路就是“英勇牺牲”。

### 驱逐舰职能
驱逐舰的职能是由其演变的过程来决定的：在19世纪70年代左右，那些无法直接威胁英国海军的国家开始投资鱼雷艇，这是一种小型而灵活的舰艇，通过鱼雷造成足够的伤害，可对敌方舰队构成战术威胁。至20世纪之交，英国和德国的鱼雷艇的规模不断扩大，以至于开创了一个单独的远洋鱼雷艇类别——“鱼雷艇驱逐舰”，或者简称为驱逐舰，其设计部分是为了对抗鱼雷艇本身。第一次世界大战的经验表明，驱逐舰很少与主力舰交战，但更多的是与其他驱逐舰和潜艇交战；正因如此，驱逐舰的部分重点开始转向护航和反潜运用。在战争期间，它们被用作“所有任务的仆人”，在某种程度上几乎能够履行每一项职责，而且与在战争期间鲜有离开母港的主力舰不同，它们可以参与多种行动。到战争结束时，驱逐舰被视为是最有用的舰种之一。
第二次世界大战期间，驱逐舰基本上发挥了它们在一战中的三个基本职能：充当护航舰以保护本国舰队免受敌方舰队的攻击、攻击敌方的护航舰以及保护己方的舰队免受潜艇的攻击。然而，人们越来越希望在驱逐舰上引入防空措施，尽管许多国家都难以有效地做到这一点。驱逐舰的实际使用方式也因国而异。德国没有使用驱逐舰来防御潜艇，因此缺乏强大的反潜武器。他们依靠的是一支庞大的拖网船队，这些渔船被征用并改装成布雷艇。英国驱逐舰是为了护航舰队而建，以保护后者免受敌机和潜艇的攻击。德国建造驱逐舰也是为了护航舰队，或者充当鱼雷艇。随着二战的进程，驱逐舰的职能开始变得更加多样化，出现了五种平行的演变：多用途驱逐舰（所有国家）、反潜驱逐舰（美国和英国）、防空驱逐舰（日本和英国）、小型驱逐舰（德国和意大利）以及超大型驱逐舰（法国）。

## 设计
Z-39号属于1936级驱逐舰的子型号1936A（动员）型。其水线长和全长分别为121.9米和127米，有12米的舷宽、6.6米的干舷以及最大4.62米吃水深度；舰只的设计排水量为2,657吨，满载时则可达3,691吨。它由两台瓦格纳齿轮传动蒸汽轮机提供动力，各负责驱动一副直径为3.30米的三叶螺旋桨。过热蒸汽则由六台瓦格纳水管锅炉供应，其运行压力为70標準大氣壓（7,093千帕斯卡），温度450℃。动力装置可输出70,000匹軸馬力（52,000千瓦特）的功率，使该舰的设计航速达到36節（67每小時）；并得益于最多825吨的燃料油贮量，它还能够以19節（35每小時）的速度的巡航2,950海里（5,460）。舰只的标准船员编制为11－15名军官和305－321名水兵；若担任区舰队旗舰，则可额外配备4名军官和19名水兵。
在根据“芭芭拉计划”进行改装以提高德国舰艇的防空能力之前，Z-39号的武器装备设计为五门150毫米45倍径36式鱼雷艇炮（其中两门安装在前部的双联装炮塔上，另外三门安装在主舰艛后部配备炮挡的单装炮座上）、四门双联装37毫米42式全自动高射炮、十门20毫米38式高射炮（分别安装在两个四联装和两个单装炮座中）、八具四联装动力操纵式533毫米鱼雷发射管和60枚水雷。其中150毫米炮的双联装炮塔两侧均漆有希腊国徽。经过改装后，该舰的防空武器强化为十八门20毫米炮和十四门37毫米炮，其余武器装备则保持不变。
Z-39号的传感器套件主要由安装在舰桥顶部的一台FuMo-21型雷达和安装在前桅探照灯平台上的四台FuMB-4“萨摩斯”型雷达探测器天线组成。它也安装有其它几种雷达和雷达探测器，包括桅顶上的FuMB-3“巴厘”型、FuMO-81“柏林”型以及FuMO-63“霍恩特维尔”型。该舰还有一条缠绕整艘舰的消磁电缆，由防溅板条提供覆裹保护。

## 历史
Z-39号于1939年6月26日由纳粹德国海军所订购，自1940年8月15日开始在基尔的日耳曼尼亚船厂铺设龙骨，建造序列为629。它于1941年12月2日下水，至1943年8月21日竣工。由于建造时间过长，该舰的入役被推迟，直到1944年1月7日才全面投入运用。造成这些建筑问题的原因有很多。由于德国造船厂数量少，迫使海军改变了各舰种的建造优先级，同时海军工程师缺乏经验，工人也不足。在下水和投运之间的某个时间点，Z-39号根据“芭芭拉计划”进行了改装，增加了六门双联装37毫米高射炮，一对位于舰桥前部、一对身居舰烟囱后方，另一对则安置在烟囱前方；在烟囱平台后也增加了两门单装37毫米炮。它在舰桥翼位上加装了一对双联装20毫米炮；在3号炮位的延长甲板室中则加装了一对四联装和一对单装20毫米炮。入役后，该舰开始在斯卡格拉克海峡和卡特加特海峡执行布雷任务，直到1944年2月移驻到芬兰湾的雷瓦尔。

### 战时役期

Z-39号的服役历史地图

移驻雷瓦尔后，Z-39号被编入第4驱逐区舰队，与同级舰Z-25号、Z-28号和Z-35号并肩作战。从2月12日至13日之间，它与另外两艘驱逐舰和三艘布雷舰共同在代号为“多罗特娅A”（Dorothea A）的水雷阵中布雷。3月10日，该舰又与另外两艘驱逐舰联合参加了布雷行动。一天后，Z-39号还炮击了納爾瓦約埃蘇附近的苏军阵地。从3月13日至4月22日，它共参与了六次布雷任务，以更新芬兰湾的水雷屏障。其中一次行动从4月13日持续到14日，该舰、另外两艘驱逐舰和六艘布雷舰在蒂泰尔萨里岛以南布设了代号为“海胆6b”（Seeigel 6b）的水雷阵。4月16日至17日，它们则是在纳尔瓦湾的维格伦德岛附近布下了“海胆3b”雷区。行动期间还施放了烟幕，以防舰艇遭到苏联海岸炮的攻击。4月21日至22日，它们本应再参与另一项布雷行动，但由于其中一艘布雷舰触雷沉没，该行动中途被取消。4月23－24日和25－26日，Z-39号与僚舰则分别在纳尔瓦湾（“海胆7b/3”）和蒂泰尔萨里岛（“海胆8b”）成功布设完成布雷。在4月13日至26日的行动期间，它们共布设了2,831枚水雷和1,174枚扫雷管。
同年6月23日，锚泊在帕尔迪斯基附近的Z-39号被苏联轰炸机炸伤，由Z-28号护送至利鲍。6月29日抵达利鲍后，它再经由斯维讷明德附近的皮亚斯特运河前往基尔进行维修。停靠基尔期间，该舰又于7月24日在英国皇家空军对基尔港湾的轰炸中被一枚炸弹击中，导致后甲板受损，不得不进一步被拖回斯维讷明德。Z-39号使用从Z-44号和Z-45号舰上拆下的零件进行修复。Z-44号于7月29日在不来梅的一次空袭中受损并沉没，但它的舰艛部分仍在水面上，Z-45号则仍在建造中。1945年2月28日，Z-39号已修复到足以适航，遂受命前往哥本哈根接受全面检修，但由于德国燃料短缺，它只得改道萨斯尼茨。此时，一直面临燃料短缺问题的纳粹海军的燃油供应量已达到极低水平。3月25日，该舰在斯维讷明德完成修理工作，于4月1日恢复投运。从4月5日至7日，Z-39号负责在但泽湾为运输船和蒂勒战斗集群的部分舰艇提供护航。从4月8日至9日，它又向纳粹陆军提供舰炮支援。一天后，该舰再与鱼雷艇T-33号护送遭到水雷和炸弹袭击的驱逐舰Z-43号前往瓦尔讷明德和斯维讷明德。
自1944年起，德国的水面舰艇便被要求为波罗的海沿岸的北方集团军群提供支援。此举通常会涉及炮击德国船员没有受过训练的地面目标。在波罗的海狭窄的水道中，这种使用巡洋舰、驱逐舰和鱼雷艇的战术非常困难，但尽管存在诸多不利，它仍然证明了水面舰队继续存在的合理性。苏联人在波罗的海东岸的持续推进也刺激了这一变化。从1945年春天到战争结束前，纳粹海军的水面部队几乎完全专注于为波罗的海沿岸的驻军提供补给和支援。1945年3月之后，纳粹海军开始赶在苏联军队迅速向西推进之前，从东部撤离数十万平民和士兵。Z-39号也多次参与类似的撤离行动。4月15日，它连同另外两艘驱逐舰和四艘鱼雷艇，负责护送载有20,000名难民的德国轮船马蒂亚斯·施廷内斯号（Matthias Stinnes）、埃伯哈特·埃斯贝格尔号（Eberhart Essberger）、比勒陀利亚号和阿斯卡里号（Askari）前往哥本哈根。5月2日，该舰又从奥得河口炮击苏联陆军。5月3日，Z-39号与战列舰西里西亚号前往沃尔加斯特保护横跨佩讷河的桥梁。同一天，西里西亚号在格赖夫斯瓦尔德岛附近触雷，Z-39号遂将其拖至斯维讷明德，并让它在当地的浅水区故意搁浅。这样西里西亚号就不会被空袭击沉，也不会有倾覆的危险，并可以使用火炮保护通往城市的航道。一天后，Z-39号连同另外三艘驱逐舰、一艘鱼雷艇、一艘供应舰、一艘辅助巡洋舰、一艘哨艇和五艘运输船，带着35,000名伤兵和难民驶往哥本哈根。德国于5月8日投降，但仍有一些部队继续撤离。就在这天，Z-39号再与当时身处领海之外的多艘舰艇一起，载着约20,000名官兵和平民从黑拉出发，于5月9日送达格吕克斯堡。随着德国投降，它于1945年5月10日在基尔从纳粹德国海军退役。

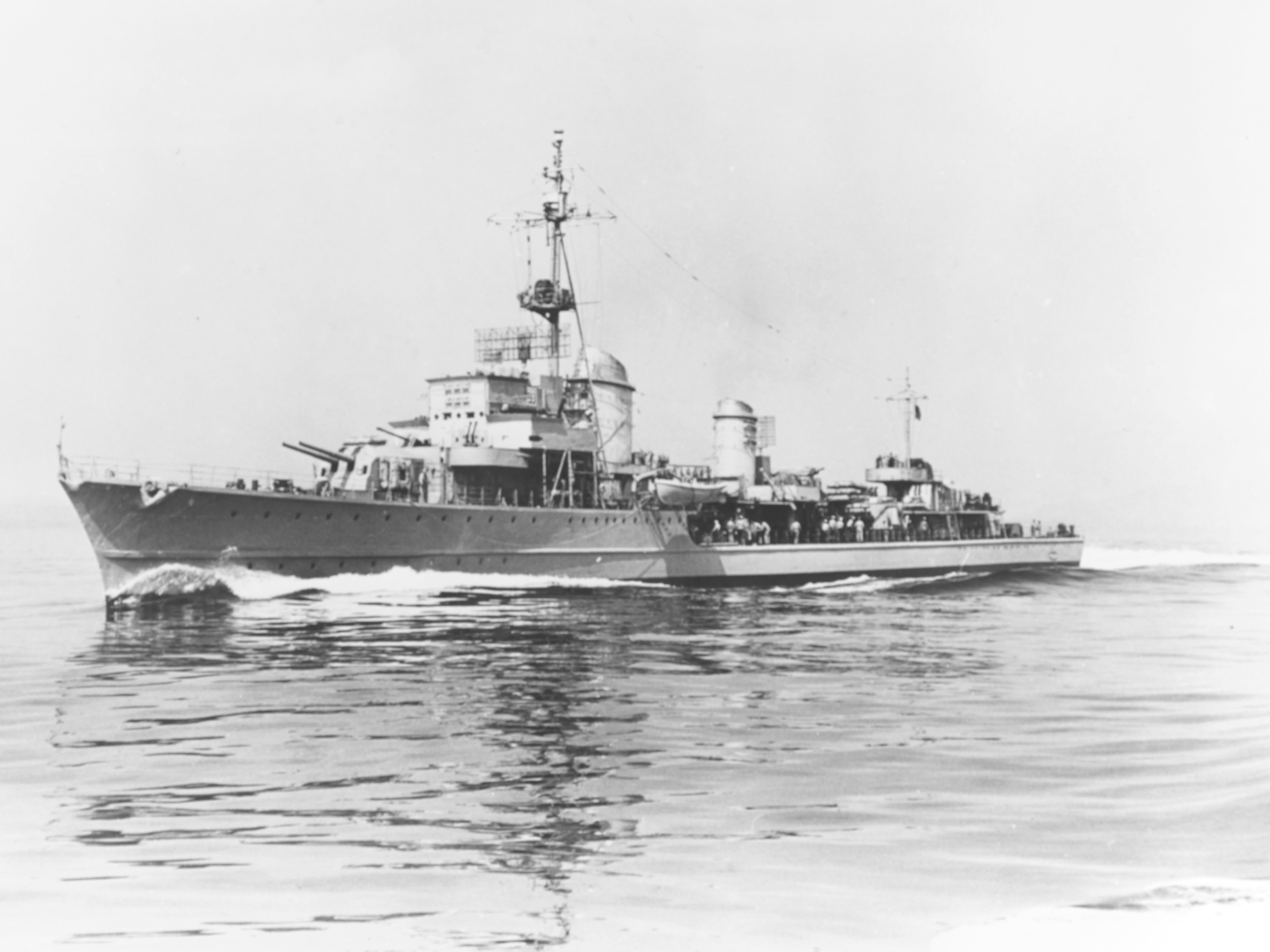
1945年8月22日，Z-39号驶离波士顿

### 战后役期
战后，Z-39号由德国和英国混编船员带到威廉港进行大修以保持其适航性，然后于1945年7月6日送往英国的朴茨茅斯。美国于7月12日将其作为战利舰接收。该舰于7月30日离开英国，8月7日抵达波士顿，并在经过广泛的试验后，于9月14日以“DD-939号”之名投入美国海军服役。后者用来测试它的设备，即高压蒸汽推进装置。1947年11月，美国海军认为该舰已然过时，遂将其移交予法国海军。继1948年1月抵达卡萨布兰卡后，DD-939号进一步航行到土伦，在那里获重新命名“Q-128号”，后来被拆成备件，用于修理法国驱逐舰克莱贝尔号（前Z-6“特奥多尔·里德尔”号）、奥什号（前Z-25号）和马尔梭号（前Z-31号）。在法国服役期间，曾有人试图将其恢复到工作状态，但没有成功。Q-128号最终只能在布雷斯特附近充当扫雷舰的浮筒船，直到1964年拆解报废。

## 脚注
1. 1 2 3  Whitley 1988，第56頁.
2. ↑  Mawdsley，第8頁.
3. ↑  Whitley 1988，第56–57頁.
4. ↑  Whitley 1988，第57頁.
5. ↑  Miller，第33頁.
6. 1 2  Tucker，第xxvii頁.
7. ↑  Tooze，第289頁.
8. ↑  Miller，第34頁.
9. ↑  Whitley 1988，第1–12頁.
10. ↑  Whitley 1988，第12頁.
11. ↑  Whitley 1988，第13頁.
12. ↑  Koop & Schmolke，第42–42頁.
13. ↑  Lenton，第75頁.
14. 1 2  Gröner，第79頁.
15. 1 2  Showell，第165頁.
16. ↑  Koop & Schmolke，第26頁.
17. ↑  Koop & Schmolke，第75頁.
18. 1 2  Whitley 1991，第75頁.
19. ↑  Koop & Schmolke，第34頁.
20. ↑  Koop & Schmolke，第40頁.
21. ↑  Koop & Schmolke，第33頁.
22. ↑  Whitley 1983，第278頁.
23. ↑  Whitley 1991，第38頁.
24. ↑  Sieche，第234頁.
25. ↑  Zabecki，第1245頁.
26. 1 2 3  Both，第135–136頁.
27. ↑  Jackson，第150頁.
28. ↑  Rohwer，第306頁.
29. 1 2 3 4  Koop & Schmolke，第118頁.
30. ↑  Rohwer，第311頁.
31. ↑  Rohwer，第318頁.
32. ↑  Rohwer，第337頁.
33. ↑  Rohwer，第344頁.
34. ↑  Whitley 1991，第37頁.
35. ↑  Koop & Schmolke，第118–119頁.
36. 1 2  Rohwer，第398頁.
37. 1 2 3 4 5 6 7 8  Koop & Schmolke，第119頁.
38. ↑  Vego，第271頁.
39. ↑  Thomas，第250頁.
40. ↑  Rohwer，第410頁.
41. ↑  Koop & Schmolke，第76頁.
42. ↑  Rohwer，第414頁.
43. ↑  Silverstone，第89頁.
44. ↑  Bauer & Roberts，第207頁.
45. ↑  Dodson & Cant，第218頁.
46. ↑  Jourdan & Moulin，第284頁.

## 延伸阅读
- Friedman, Norman. . New York: Naval Institute Press. 2014. ISBN 978-1-61251-957-9.
- Grooss, Poul. . Barnsley: Seaforth Publishing. 2017. ISBN 978-1-5267-0003-2.
- Haslop, Dennis. . London: Bloomsbury Publishing. 2013. ISBN 978-1-4725-1163-8.